# JoJo's Bizarre Adventure: All Star Battle
JoJo's Bizarre Adventure: All Star Battle (ジョジョの奇妙な冒険 オールスターバトル?, JoJo no Kimyō na Bōken Ōru Sutā Batoru) è un videogioco picchiaduro sviluppato dalla CyberConnect2 e pubblicato dalla Namco Bandai Games per la PlayStation 3. Basata sulla fortunata serie manga Le bizzarre avventure di JoJo di Hirohiko Araki, il gioco permette ai giocatori di competersi tra di loro usando oltre 40 personaggi, tutti presi dagli attuali otto archi della storia, più uno aggiuntivo non presente nella storia ma proveniente anch'esso dalle opere di Araki. Il gioco è uscito in Giappone il 29 agosto 2013, e nel resto del mondo nel tardo aprile 2014.
Una versione rimasterizzata e con contenuti aggiuntivi intitolata JoJo's Bizarre Adventure: All Star Battle R è uscita il 1 settembre 2022 per Microsoft Windows e il giorno seguente per PlayStation 4, PlayStation 5, Xbox One, Xbox Series X, Nintendo Switch in Europa e America, mentre in Asia è uscito prima per console e poi per PC.

## Modalità di gioco
JoJo's Bizarre Adventure: All Star Battle è un picchiaduro tridimensionale in cui i giocatori possono combattersi l'un l'altro usando personaggi presi dagli 8 archi narrativi della serie manga (più uno aggiuntivo, sempre opera di Araki), in vari luoghi presi anch'essi dal manga. Come la maggior parte dei picchiaduro, lo scopo è sconfiggere l'avversario prosciugandogli la barra stamina (equivalente alla barra della salute, anche se una vera e propria barra della salute è presente in una certa modalità) usando vari attacchi e tecniche speciali, o comunque finire l'incontro con una barra di stamina maggiore dell'avversario una volta esaurito il tempo. Nel gioco si usano cinque tasti: attacco leggero, attacco medio, attacco pesante, schivata e "Style". Oltre all'abilità di usare vari attacchi e tecniche speciali attraverso combinazioni di tasti differenti, ogni personaggio possiede infatti un Battle Style, ovvero uno stile di combattimento che li permette di usare attacchi aggiuntivi con il tasto "Style". Gli stili sono divisi in sei categorie: Ripple, Vampiro, Mode, Stand, Cavallo e Baoh Armed Phenomenon, ognuno dei quali utilizza abilità diverse; ad esempio, i personaggi che utilizzano lo stile Ripple possono usarlo per aumentare la forza dei loro attacchi, mentre gli utenti dello stile Stand possono utilizzare i loro Stand in persona, che gli dona nuove mosse ma li rende anche vulnerabili se lasciati sguarniti.
Infliggere e ricevere danno riempie la barra energia del giocatore (Heart Heat Gauge (ハートヒートゲージ?, Hāto Hīto Gēji)) che, nel caso sia riempita ai livelli 1 o 2, permette di eseguire degli Heart Heat Attacks (ハートヒートアタック?, Hāto Hīto Attakku, HHA) o anche degli Great Heat Attacks (グレートヒートアタック?, Gurēto Hīto Attaku, GHA), a seconda di quanto sia piena la barra di energia. Nel caso l'avversario si trovi a terra, il giocatore può anche schernirlo, provocando un calo nella barra d'energia dell'avversario. Il giocatore può anche usare dei Flash Cancels (Strange Cancel (プッツンキャンセル?, Puttsun Kyanseru)) per sostituire una loro combo con un'altra a scapito di una barra d'energia. La barra d'energia si usa anche in alcuni stili di lotta e in alcune tecniche speciali. La modalità Rush (ラッシュモード?, Rasshu Mōdo), simile al sistema "Blazing Fists Match" già presente nell'omonimo videogioco del 1998, accade quando due attacchi "Rush" vanno in collisione, provocando un minigioco a pressione di tasti. Al 25% di salute, il personaggio può entrare automaticamente nella modalità Rumble (ゴゴゴモード?, Gogogo Mōdo), che incrementa la forza d'attacco e la rigenerazione della barra d'energia; Giorno, Bruno, Mista, Fugo ed Hermes possono anche entrare nella modalità Resolve (覚悟モード?, Kakugo Mōdo), raggiungibile al 15% di salute, che oltre ai benefici della modalità Rumble, aggiunge anche una super armatura che assorbe i danni di attacchi normali. I giocatori novizi possono anche usare il sistema Easy Beat (イージービート?, Ījī Bīto), che permette di eseguire combo e tecniche più facilmente, e con una pressione di tasti meno complicata. Oltre alla barra della stamina, i personaggi possiedono anche una barra di guardia (Guard Gauge (ガードゲージ?, Gādo Gēji)) che si svuota quando bloccano gli attacchi; se la barra si svuota, cadono in una Guard Crush (ガードクラッシュ?, Gādo Kurasshu) e restano completamente vulnerabili. La barra della guardia si svuota anche attraverso le Schivate Stile (Stylish Evades), schivate speciali fedeli alle loro Stylish Moves (スタイリッシュムーブ?, Sutairisshu Mūbu).
Le arene del gioco, tutte basate sui luoghi del manga, contengono pericoli che si attivano nel caso un personaggio cada a terra su una certa area, come una biga che investe i personaggi, o delle rane velenose che avvelenano chi ne viene colpito. Vi sono anche delle Situation Finishes (シチュエーションフィニッシュ?, Shichuēshon Finisshu) che si attivano quando un giocatore viene sconfitto con una super mossa in una certa area, ricreando certe scene dal manga.
Nella modalità Storia si segue una serie di battaglie tratte dalla storia nel manga, con filmati in forma di testi: ogni battaglia contiene condizioni particolari e obiettivi secondari che consentono di sbloccare nuovi contenuti; ad ogni Parte completata, si sbloccano la modalità Another Battle, che sono le identiche battaglie ma a combattenti invertiti e nuove condizioni. La Campagna è una modalità online dove, spendendo energia, si combatte avatar di altri giocatori controllati dall'IA, o un personaggio boss specifico che di solito impiega più di un duello, e consente di sbloccare nuovi effetti speciali, scherni, pose, colori alternativi e persino costumi speciali. Seguono le classiche modalità Versus, Allenamento, Personalizzazione e Galleria. La versione occidentale aggiunge l'esclusiva modalità Arcade, dove si sceglie un personaggio e un livello di difficoltà e partecipa a una serie di otto battaglie contro avversari casuali, con somme d'oro in palio.

## Personaggi
Il gioco presenta un totale di 41 personaggi: 32 di base, di cui 14 sbloccabili, e gli altri 9 disponibili come DLC. Uno di essi, Ikuro Hashizawa, è un personaggio ospite proveniente da Baoh, altra opera di Araki.
La versione rimasterizzata raggiungerà 60 personaggi.
Part 1 Phantom Blood
- Jonathan Joestar (doppiatore: Kazuyuki Okitsu), Ripple
- Will A. Zeppeli (doppiatore: Yoku Shioya), Ripple
- Robert E. O. SpeedwagonR (doppiatore: Yōji Ueda), Ogre Street
- Dio Brando (doppiatore: Takehito Koyasu), Vampirismo

Part 2 Battle Tendency
- Joseph Joestar (doppiatore: Tomokazu Sugita), Ripple
- Caesar Anthonio Zeppeli (doppiatore: Takuya Satō), Ripple
- Lisa Lisa (doppiatore: Atsuko Tanaka), RippleA
- Rudol von StroheimR(doppiatore: Atsushi Imaruoka), Mode of SuperiorA
- Esidisi (doppiatore: Keiji Fujiwara), Mode of Manipulating Heat
- Wamuu (doppiatore: Akio Ōtsuka), Mode of Wind
- Kars (doppiatore: Kazuhiko Inoue), Mode of Light

Part 3 Stardust Crusaders
- Jotaro Kujo (doppiatore: Daisuke Ono), Stand: Star Platinum
- Old Joseph Joestar (doppiatore: Tomokazu Sugita / Unshō IshizukaB), Stand: Hermit PurpleA
- Muhammad Avdol (doppiatore: Masashi Ebara / Kenta MiyakeB), Stand: Magician's Red
- Noriaki Kakyoin (doppiatore: Kōji Yusa / Daisuke HirakawaB), Stand: Hierophant Green
- Jean Pierre Polnareff (doppiatore: Hiroaki Hirata / Fuminori KomatsuB), Stand: Silver Chariot
- Iggy (doppiatore: Shigeru Chiba / Misato FukuenB), Stand: The FoolA
- Hol Horse (doppiatore: Hōchū Ōtsuka / Hidenobu KiuchiB), Stand: Emperor
- MariahR (doppiatore: Ayahi Takagaki), Stand: Bastet
- Pet ShopR, Stand: Horus
- Vanilla Ice (doppiatore: Hiroyuki Yoshino / Shō HayamiB), Stand: CreamA
- DIO (doppiatore: Takehito Koyasu), Stand: The World

Part 4 Diamond is Unbreakable
- Josuke Higashikata (doppiatore: Wataru Hatano / Yūki OnoB), Stand: Crazy Diamond/Shining Diamond
- Okuyasu Nijimura (doppiatore: Wataru Takagi), Stand: The Hand
- Koichi Hirose (doppiatore: Romi Park / Yūki KajiB),[7] Stand: Echoes/Reverb Act 1, 2, e 3
- Rohan Kishibe (doppiatore: Hiroshi Kamiya / Takahiro SakuraiB), Stand: Heaven's Door
- Jotaro KujoR (Parte 4) (doppiatore: Daisuke Ono), Stand: Star Platinum
- Yukako YamagishiR (doppiatore: Mamiko Noto), Stand: Love Deluxe
- Shigekiyo "Shigechi" Yangu (doppiatore: Kappei Yamaguchi), Stand: HarvestA
- Akira Otoishi (doppiatore: Showtaro Morikubo), Stand: Red Hot Chili Pepper[7]
- Keicho NijimuraR (doppiatore: Tomoyuki Shimura), Stand: Bad Company/Worse CompanyA
- Yuya FungamiR (doppiatore: Kisho Taniyama), Stand: Highway Star/Highway Go GoA
- Yoshikage Kira (doppiatore: Rikiya Koyama / Toshiyuki MorikawaB), Stand: Killer Queen/Deadly QueenA
- Kosaku Kawajiri (doppiatore: Rikiya Koyama / Toshiyuki MorikawaB), Stand: Killer Queen

Parte 5 Vento Aureo
- Giorno Giovanna (doppiatore: Daisuke Namikawa / Kenshō OnoB), Stand: Gold Experience (Requiem)/Golden Wind (Requiem) (doppiatore: Misa Watanabe / Kenshō OnoB)
- Bruno Bucciarati (doppiatore: Noriaki Sugiyama / Yūichi NakamuraB), Stand: Sticky Fingers/Zipper Man[8]
- Narancia Ghirga (doppiatore: Yuuko Sanpei / Daiki YamashitaB), Stand: Aerosmith/Li'l Bomber[8]
- Guido Mista (doppiatore: Kenji Akabane / Kōsuke ToriumiB), Stand: Sex Pistols/Six Bullets (doppiatore: Asami Imai / Kōsuke ToriumiB)
- Pannacotta Fugo (doppiatore: Hisafumi Oda / Junya EnokiB), Stand: Purple Haze/Purple Smoke (doppiatore: Hisao Egawa / Junya EnokiB)/Purple Haze Distortion/Purple Smoke Distortion (doppiatore: Hisao Egawa / Junya EnokiB)A[9]
- Trish UnaR (doppiatore: Sayaka Senbongi), Stand: Spice Girl/Spicy Lady
- Prosciutto e PesciR (doppiatori: Tatsuhisa Suzuki e Subaru Kimura), Stand: Grateful Dead/Thankful Dead (Prosciutto), Beach Boys/Fisher Man (Pesci)
- GhiaccioR (doppiatore: Nobuhiko Okamoto), Stand: White Album/White Ice
- Leone AbbacchioR (doppiatore: Junichi Suwabe), Stand: Moody Blues/Moody JazzA
- Risotto NeroR (doppiatore: Shinshu Fuji), Stand: Metallica/MetallicA
- Diavolo (doppiatore: Toshiyuki Morikawa / Katsuyuki KonishiB), Stand: King Crimson/Emperor Crimson[8]

Part 6 Stone Ocean
- Jolyne Cujoh (doppiatore: Miyuki Sawashiro / Fairouz AiB), Stand: Stone Free/Stone Ocean
- Ermes Costello (doppiatore: / Mutsumi TamuraB), Stand: Kiss/Smack
- Narciso Anasui (doppiatore: Yūichi Nakamura / Daisuke NamikawaB), Stand: Diver Down/Driver DownA
- EtroR (doppiatore Ryoko ShiraishiC / Mariya IseB), Stand: Foo Fighters/F.F.
- Enrico Pucci (doppiatore: Shō Hayami / Tomokazu Seki B), Stand: Whitesnake/Pale Snake (doppiatore: Takuya Kirimoto / Tomokazu SekiB)
- Enrico Pucci (Final)R (doppiatore: Shō Hayami / Tomokazu SekiB) Stand: C-Moon/Full Moon (doppiatore: Takuya Kirimoto), Made in Heaven/Maiden HeavenA
- Wes Bluemarine/Domenico PucciR (doppiatore: Yuichiro Umehara), Stand: Weather Report/Weather ForecastA

Part 7 Steel Ball Run
- Johnny Joestar (doppiatore: Yūki Kaji),[10] Mounted: Horse Slow Dancer e Stand: Tusk Act 1, 2, 3, e 4
- Gyro Zeppeli (doppiatore: Shin'ichiro Miki), Mounted: Horse Valkyrie e Stand: Ball Breaker
- Diego BrandoR (doppiatore: Takehito Koyasu) Mounted: Silver Bullet e Stand: Scary Monsters/Frightening Monsters
- A.W. Diego BrandoR (doppiatore: Takehito Koyasu) Mounted: Silver Bullet e Stand: The World
- Funny Valentine (doppiatore: Yasuyuki Kase), Stand: Dirty Deeds Done Dirt Cheap/D4C

Part 8 JoJolion
- Josuke Higashikata (doppiatore: Mitsuaki Madono), Stand: Soft & Wet[11]
- TooruR (doppiatore: Nobunaga Shimazaki), Stand: Wonder of U (doppiatore: Takayuki Sugo)

Baoh
- Ikuro Hashizawa (doppiatore: Kōki Uchiyama), Baoh Armed PhenomenonA